# Jekaterina Andrjoesjina
Jekaterina Sergejevna Andrjoesjina (Russisch: Екатерина Серге́евна Андрюшина) (Moskou, 17 augustus 1985) is een voormalig Russisch handbalspeelster die van 2011 tot 2014 uitkwam voor het Franse Metz Handball.  Eerder speelde ze voor KSK Luch Moskou en Zvezda Zvenigorod. Tot 2012 behoorde Andrjoesjina tot de selectie van het Russische nationale team waarvoor ze tot 4 december 2012 92 interlands speelde en 205 goals scoorde. Met het Russische team won ze goud op het wereldkampioenschap van 2007 en 2009 en zilver op de Olympische Spelen van 2008 .
Vanaf 2014 is Andrjoesjina werkzaam bij Metz Handball als assistent-coach. Sinds 2019 maakt ze als assistent-coach ook deel uit van het begeleidingsteam van Emmanuel Mayonnade bij de Nederlandse nationale vrouwenploeg.